# Coppa della Germania Est 1989-1990
La Coppa della Germania Est 1989-90 fu la trentanovesima e penultima edizione della competizione.

## Turno preliminare
| Squadra 1    | Risultato | Squadra 2          |
| ------------ | --------- | ------------------ |
| Motor Grimma | 0 - 4     | Lokomotive Stendal |

## 1º turno
| Squadra 1                    | Risultato       | Squadra 2                           |
| ---------------------------- | --------------- | ----------------------------------- |
| Eletronik Gera               | 1 - 2           | Robotron Sömmerda                   |
| Chemie Böhlen                | 2 - 1           | Motor Schönebeck                    |
| TSG Meißen                   | 0 - 3           | Chemie Halle                        |
| Wismut Gera                  | 4 - 0           | Energie Cottbus                     |
| Chemie Buna Schkopau         | 1 - 1 (5-4 dtr) | Union Berlino                       |
| Bergmann-Borsig              | 0 - 3           | Magdeburgo                          |
| Motor Ludwigsfelde           | 0 - 2           | Lokomotive Lipsia                   |
| Stahl Riesa                  | 2 - 1           | KWO Berlin                          |
| Markkleeberg                 | 0 - 1           | Eisenhüttenstädter Stahl            |
| Vorwärts Francoforte         | 3 - 1           | Fortschritt Bischofswerda           |
| Dynamo Fürstenwalde          | 2 - 3 (dts)     | Stahl Thale                         |
| Stahl Hennigsdorf            | 1 - 2           | Dynamo Eisleben                     |
| Rotation Berlin              | 2 - 2 (4-2 dtr) | Motor Karl-Marx-Stadt               |
| Motor Babelsberg             | 0 - 2           | Dynamo Schwerin                     |
| Motor Nordhausen             | 2 - 0 (dts)     | Sachsenring Zwickau                 |
| Aktivist Borna               | 6 - 2 (dts)     | Motor Suhl                          |
| Kali Werra Tiefenort         | 0 - 3           | Aktivist Schwarze Pumpe Hoyerswerda |
| Vorwärts Hagenow             | 0 - 1           | Hansa Rostock                       |
| Bau Rostock                  | 2 - 0           | KKW Greifswald                      |
| Chemie Velten                | 2 - 1           | SG Dessau 89                        |
| Lok/Armaturen Prenzlau       | 1 - 2           | Chemie Lipsia                       |
| Motor Wernigerode            | 2 - 1           | Post Neubrandenburg                 |
| Chemie Lipsia II             | 2 - 1 (dts)     | Stahl Brandeburgo                   |
| Wismut Aue II                | 0 - 6           | Dinamo Dresda                       |
| Stahl Hettstedt              | 0 - 2           | Carl Zeiss Jena                     |
| Chemie PCK Schwedt           | 1 - 2           | Schiffahrt/Hafen                    |
| Union Mühlhausen             | 2 - 2 (8-9 dtr) | Wismut Aue                          |
| Motor WAMA Görlitz           | 0 - 3           | Karl-Marx-Stadt                     |
| Lübbenau                     | 0 - 5           | BFC Dynamo                          |
| Tiefbau Berlin               | 0 - 1           | Motor Stralsund                     |
| Lokomotive Stendal           | 0 - 1           | Rot-Weiß Erfurt                     |
| Aktivist Brieske-Senftenberg | 4 - 2           | Motor Weimar                        |

| Arbitro: | Helmut Bley |

|           |           |                       |
| Kraft 86’ | Marcatori | 67’ Busse 73’ Uwelius |

| Arbitro: | Peter Weise |

|                            |           |            |
| Baum 13’ (rig.) Weitze 53’ | Marcatori | 79’ Dörfel |

| Arbitro: | Günther Habermann |

|  |           |                        |
|  | Marcatori | 51’, 65’, 85’ Wiermann |

| Arbitro: | Eckhard Escher |

|                                            |           |  |
| Böttcher 28’, 88’ Barcal 36’ Steinborn 89’ | Marcatori |  |

| Arbitro: | Bernd Heynemann |

|               |                      |             |
| Meichsner 77’ | Marcatori            | 75’ Grether |
|               | Tiri di rigore 5 – 4 |             |

| Arbitro: | Klaus Peschel |

|  |           |                                      |
|  | Marcatori | 36’, 81’ Laeßig 52’ (rig.) Steinbach |

| Arbitro: | Frank Fleske |

|  |           |                 |
|  | Marcatori | 37’, 82’ Hobsch |

| Arbitro: | Wolfgang Schneider |

|                     |           |                     |
| Schwerinski 1’, 84’ | Marcatori | 88’ (rig.) Jürschik |

| Arbitro: | Matthias Müller |

|  |           |             |
|  | Marcatori | 80’ Richert |

| Arbitro: | Klaus Scheurell |

|                                      |           |            |
| Henschel 27’ Bennert 56’ Duckert 67’ | Marcatori | 75’ Löpelt |

| Arbitro: | Norbert Haupt |

|                    |           |                                   |
| Kulke 29’ Horn 53’ | Marcatori | 9’, 115’ Quarg 64’ (rig.) Schütze |

| Arbitro: | Horst Wagner |

|            |           |                     |
| Merkel 90’ | Marcatori | 58’, 66’ Romanowsky |

| Arbitro: | Siegfried Kirschen |

|                 |                      |                             |
| Hirsch 47’, 86’ | Marcatori            | 32’ (rig.) Gläser 60’ Kempe |
|                 | Tiri di rigore 4 – 2 |                             |

| Arbitro: | Hans-Jürgen Bußhardt |

|  |           |                  |
|  | Marcatori | 11’, 42’ Bochert |

| Arbitro: | Karl-Heinz Gläser |

|                                    |           |  |
| Petrakov 101’ (rig.) Puschner 115’ | Marcatori |  |

| Arbitro: | Matthias Guse |

|                                                                            |           |                 |
| Tischoff 66’ Richter 75’ Meyer 96’ Teubel 102’ Schneider 105’ Geppert 120’ | Marcatori | 26’, 31’ Brumme |

| Arbitro: | Peter Kiefer |

|  |           |                              |
|  | Marcatori | 35’, 57’ Schröter 58’ Starke |

| Arbitro: | Reinhard Purz |

|  |           |              |
|  | Marcatori | 42’ Weilandt |

| Arbitro: | Peter Borcherding |

|                              |           |  |
| Lassig 24’ Engels 83’ (rig.) | Marcatori |  |

| Arbitro: | Harald Sather |

|                          |           |                 |
| Weichmann 75’ Krüger 88’ | Marcatori | 63’ Hildebrandt |

| Arbitro: | Torsten Koop |

|           |           |                        |
| Borth 53’ | Marcatori | 65’ Leitzke 70’ Kösser |

| Arbitro: | Andreas Rommel |

|                             |           |                    |
| Klomhuß 15’ Schneevoigt 53’ | Marcatori | 26’ (rig.) Rudolph |

| Arbitro: | Gerhard Demme |

|                         |           |                 |
| Reypka 61’ Turnier 104’ | Marcatori | 75’ Scholtissek |

| Arbitro: | Gerd Schukat |

|  |           |                                                |
|  | Marcatori | 3’, 4’, 44’, 67’ Gütschow 16’ Kirsten 42’ Pilz |

| Arbitro: | Peter Müller |

|  |           |                   |
|  | Marcatori | 18’, 90’ Hoffmann |

| Arbitro: | Klaus-Dieter Stenzel |

|              |           |                        |
| Weißkopf 11’ | Marcatori | 16’ Littmann 17’ Ewert |

| Arbitro: | Günter Supp |

|                          |                      |                       |
| Holick 69’ Schneller 86’ | Marcatori            | 35’ Schmidt 36’ Balck |
|                          | Tiri di rigore 8 – 9 |                       |

| Arbitro: | Thomas Eßbach |

|  |           |                                        |
|  | Marcatori | 32’ Heidrich 62’ Keller 69’ Bittermann |

| Arbitro: | Klaus Hagen |

|  |           |                                           |
|  | Marcatori | 4’, 48’ Thom 42’ Ernst 87’ Reich 89’ Doll |

| Arbitro: | Wilfried Trexler |

|  |           |               |
|  | Marcatori | 81’ Schneider |

| Arbitro: | Gerhard Mewes |

|  |           |               |
|  | Marcatori | 15’ Weidemann |

| Arbitro: | Manfred Roßner |

|                                                            |           |                         |
| Schuppan 20’ Preuß 50’ Leuthäuser 78’ (rig.) Fraedrich 81’ | Marcatori | 58’ Wengefeld 86’ Räthe |

## 2º turno
| Squadra 1                           | Risultato       | Squadra 2                |
| ----------------------------------- | --------------- | ------------------------ |
| Chemie Velten                       | 0 - 2           | Hansa Rostock            |
| Stahl Thale                         | 0 - 2 (dts)     | Carl Zeiss Jena          |
| Wismut Gera                         | 1 - 3           | Chemie Halle             |
| Bau Rostock                         | 0 - 2           | Vorwärts Francoforte     |
| Aktivist Schwarze Pumpe Hoyerswerda | 0 - 0 (5-4 dtr) | Chemie Lipsia            |
| Rotation Berlin                     | 0 - 1           | Chemie Buna Schkopau     |
| Chemie Böhlen                       | 0 - 4           | Schiffahrt/Hafen         |
| Dynamo Schwerin                     | 3 - 1           | Stahl Riesa              |
| Aktivist Borna                      | 0 - 2           | Karl-Marx-Stadt          |
| Robotron Sömmerda                   | 3 - 2 (dts)     | Wismut Aue               |
| Motor Wernigerode                   | 0 - 5           | BFC Dynamo               |
| Aktivist Brieske-Senftenberg        | 1 - 4           | Dinamo Dresda            |
| Motor Stralsund                     | 0 - 1           | Eisenhüttenstädter Stahl |
| Chemie Lipsia II                    | 0 - 9           | Rot-Weiß Erfurt          |
| Motor Nordhausen                    | 1 - 2           | Magdeburgo               |
| Dynamo Eisleben                     | 2 - 4 (dts)     | Lokomotive Lipsia        |

| Arbitro: | Hans-Jürgen Bußhardt |

|  |           |                       |
|  | Marcatori | 39’ Fuchs 47’ Röhrich |

| Arbitro: | Günther Habermann |

|  |           |                             |
|  | Marcatori | 115’ Bürger 118’ Zimmermann |

| Arbitro: | Klaus Hagen |

|           |           |                              |
| Jacob 27’ | Marcatori | 19’, 49’ Machold 37’ Schülbe |

| Arbitro: | Klaus-Dieter Stenzel |

|  |           |                         |
|  | Marcatori | 31’ Prause 81’ Henschel |

| Arbitro: | Wieland Ziller |

|  |                      |  |
|  | Tiri di rigore 5 – 4 |  |

| Arbitro: | Wolfgang Henning |

|  |           |            |
|  | Marcatori | 87’ Georgi |

| Arbitro: | Günter Supp |

|  |           |                                             |
|  | Marcatori | 38’, 79’ Zimmermann 51’ Klatt 68’ Schneider |

| Arbitro: | Norbert Haupt |

|                                        |           |            |
| Baumgart 11’ Herzberg 41’ Stammann 72’ | Marcatori | 89’ Drabow |

| Arbitro: | Manfred Roßner |

|  |           |                           |
|  | Marcatori | 30’ Wienhold 40’ Barsikow |

| Arbitro: | Bernd Heynemann |

|                                          |           |                       |
| Petermann 32’ Vlay 43’ Busse 118’ (rig.) | Marcatori | 64’ Krauß 90’ Bittner |

| Arbitro: | Thomas Eßbach |

|  |           |                                                     |
|  | Marcatori | 22’ Ernst 31’ Anders 43’ Thom 63’ Küttner 89’ Bonan |

| Arbitro: | Siegfried Kirschen |

|           |           |                                                   |
| Zerna 58’ | Marcatori | 15’, 69’ Kirsten 40’ (rig.) Gütschow 86’ Döschner |

| Arbitro: | Reinhard Purz |

|  |           |             |
|  | Marcatori | 35’ Neupert |

| Arbitro: | Karl-Heinz Gläser |

|  |           |                                                                        |
|  | Marcatori | 7’, 16’, 45’, 81’ Vogel 13’, 30’ Weidemann 27’, 83’ Seifert 89’ Merkel |

| Arbitro: | Klaus Peschel |

|                     |           |                     |
| Petrakov 20’ (rig.) | Marcatori | 17’ Wuckel 67’ Ehle |

| Arbitro: | Klaus Scheurell |

|                       |           |                                             |
| Färber 42’ Hecker 55’ | Marcatori | 39’ Marschall 58’, 117’ Liebers 110’ Edmond |

## Ottavi
| Squadra 1                           | Risultato   | Squadra 2                |
| ----------------------------------- | ----------- | ------------------------ |
| Magdeburgo                          | 2 - 0 (dts) | Rot-Weiß Erfurt          |
| Dynamo Schwerin                     | 3 - 2       | Schiffahrt/Hafen         |
| Robotron Sömmerda                   | 0 - 3       | Lokomotive Lipsia        |
| Hansa Rostock                       | 0 - 1       | Chemie Buna Schkopau     |
| Karl-Marx-Stadt                     | 4 - 1       | Carl Zeiss Jena          |
| Chemie Halle                        | 1 - 3       | BFC Dynamo               |
| Aktivist Schwarze Pumpe Hoyerswerda | 0 - 3       | Vorwärts Francoforte     |
| Dinamo Dresda                       | 6 - 0       | Eisenhüttenstädter Stahl |

| Arbitro: | Klaus Peschel |

|                          |           |  |
| Minkwitz 96’ Krause 118’ | Marcatori |  |

| Arbitro: | Matthias Müller |

|                                       |           |                |
| Bochert 69’ (rig.) Drews 76’ Kort 82’ | Marcatori | 52’, 78’ Braun |

| Arbitro: | Günter Supp |

|  |           |                                     |
|  | Marcatori | 38’ Halata 62’ Scholz 78’ Marschall |

| Arbitro: | Wolfgang Schneider |

|  |           |            |
|  | Marcatori | 70’ Georgi |

| Arbitro: | Siegfried Kirschen |

|                                            |           |             |
| Mehlhorn 43’, 65’ Ziffert 47’ Wienhold 89’ | Marcatori | 44’ Peschke |

| Arbitro: | Hans-Jürgen Bußhardt |

|             |           |                              |
| Schülbe 41’ | Marcatori | 11’ Thom 36’ Fügner 78’ Doll |

| Arbitro: | Thomas Eßbach |

|  |           |                             |
|  | Marcatori | 50’, 90’ Henschel 65’ Ukrow |

| Arbitro: | Gerhard Mewes |

|                                                               |           |  |
| Lieberam 5’ Sammer 40’ Gütschow 71’, 72’ Kirsten 74’ Pilz 75’ | Marcatori |  |

## Quarti
| Squadra 1            | Risultato   | Squadra 2            |
| -------------------- | ----------- | -------------------- |
| Lokomotive Lipsia    | 1 - 0       | Chemie Buna Schkopau |
| Dinamo Dresda        | 4 - 0       | Karl-Marx-Stadt      |
| Dynamo Schwerin      | 3 - 1       | Magdeburgo           |
| Vorwärts Francoforte | 2 - 0 (dts) | BFC Dynamo           |

| Arbitro: | Hans-Jürgen Bußhardt |

|            |           |  |
| Hobsch 38’ | Marcatori |  |

| Arbitro: | Günter Supp |

|                                   |           |  |
| Sammer 22’, 29’, 56’ Gütschow 43’ | Marcatori |  |

| Arbitro: | Klaus-Dieter Stenzel |

|                               |           |            |
| Stammann 10’ Bochert 40’, 82’ | Marcatori | 88’ Wuckel |

| Arbitro: | Wieland Ziller |

|                          |           |  |
| Kuhlee 113’, 114’ (rig.) | Marcatori |  |

## Semifinali
| Squadra 1       | Risultato | Squadra 2            |
| --------------- | --------- | -------------------- |
| Dynamo Schwerin | 1 - 0     | Lokomotive Lipsia    |
| Dinamo Dresda   | 3 - 0     | Vorwärts Francoforte |

| Arbitro: | Norbert Haupt |

|              |           |  |
| Stammann 16’ | Marcatori |  |

| Arbitro: | Bernd Heynemann |

|                                |           |  |
| Gütschow 21’, 67’ Lieberam 71’ | Marcatori |  |

## Finale
| Squadra 1     | Risultato | Squadra 2           |
| ------------- | --------- | ------------------- |
| Dinamo Dresda | 2 - 1     | Polizei SV Schwerin |

| Arbitro: | Karl-Heinz Gläser (Breitungen) |

| |              | |
| Stübner 18’ Kirsten 84’ | Marcatori    | 5’ Kort |
| Frank Schulze Frank Lieberam Detlef Schößler Andreas Wagenhaus Steffen Büttner Jörg Stübner Hans-Uwe Pilz Matthias Sammer Matthias Döschner Ulf Kirsten Torsten Gütschow | Formazioni   | Andreas Reinke Gerbert Eggert Frank Beutling Peter Herzberg Ulrich Ruppach Mario Drews Frank Prange Matthias Stammann Steffen Baumgart Dirk Gottschkalk Andre Kort |
| Sven Ratke Ralf Minge | Sostituzioni | Steffen Benthin Sven Buschsteiner |
| Reinhard Häfner | Allenatori   | Manfred Radtke |

## Campioni
| Coppa della Germania Est 1989-90 |
| -------------------------------- |
| Dinamo Dresda Settimo titolo     |